# Église Saint-Julien de Bansat
Pour les articles homonymes, voir Église Saint-Julien.
L'église Saint-Julien est une église catholique située à Bansat, dans le département français du Puy-de-Dôme en région Auvergne-Rhône-Alpes.

## Historique
L'édifice est classé au titre des monuments historiques en 1909.

## Architecture

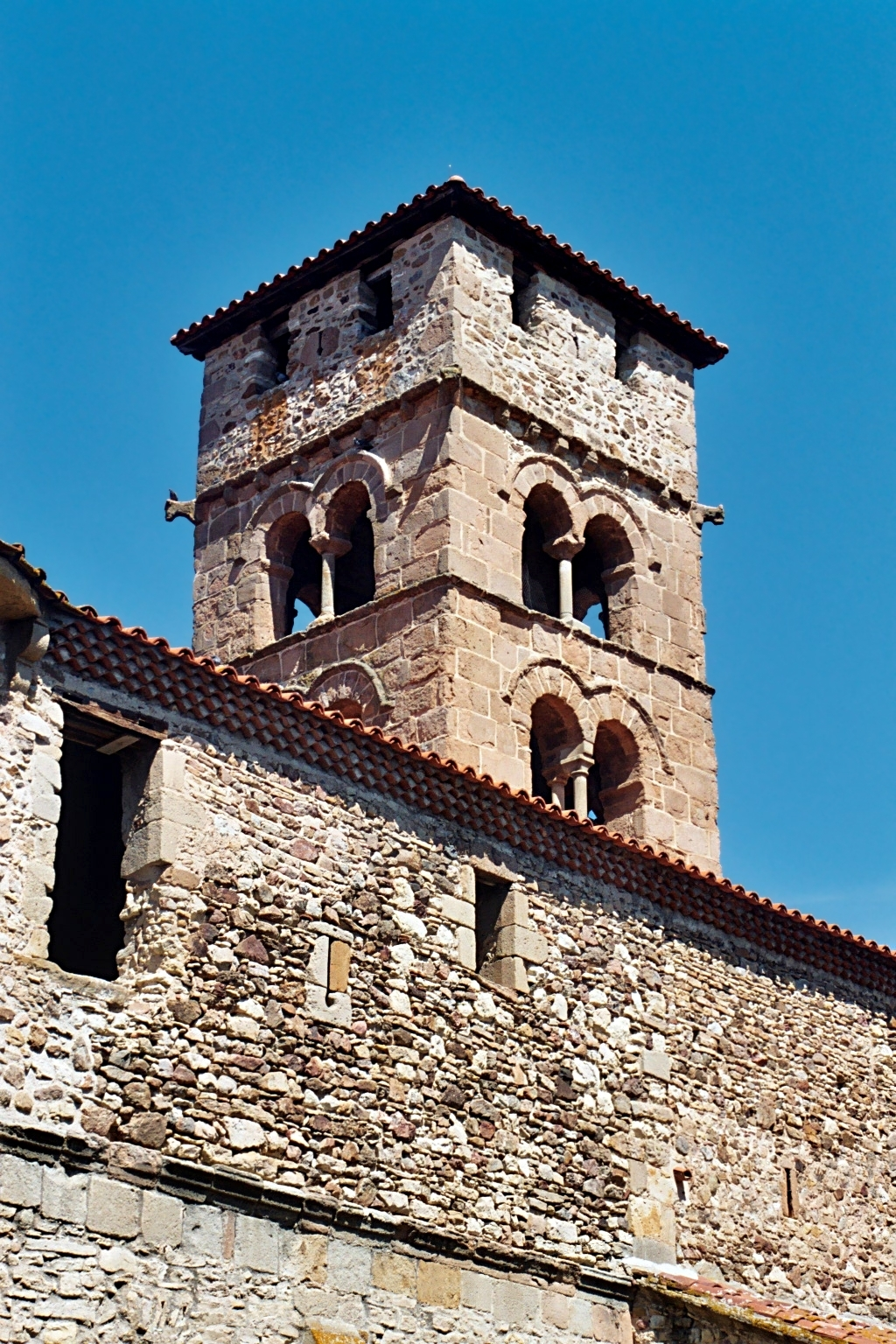
Le clocher roman.
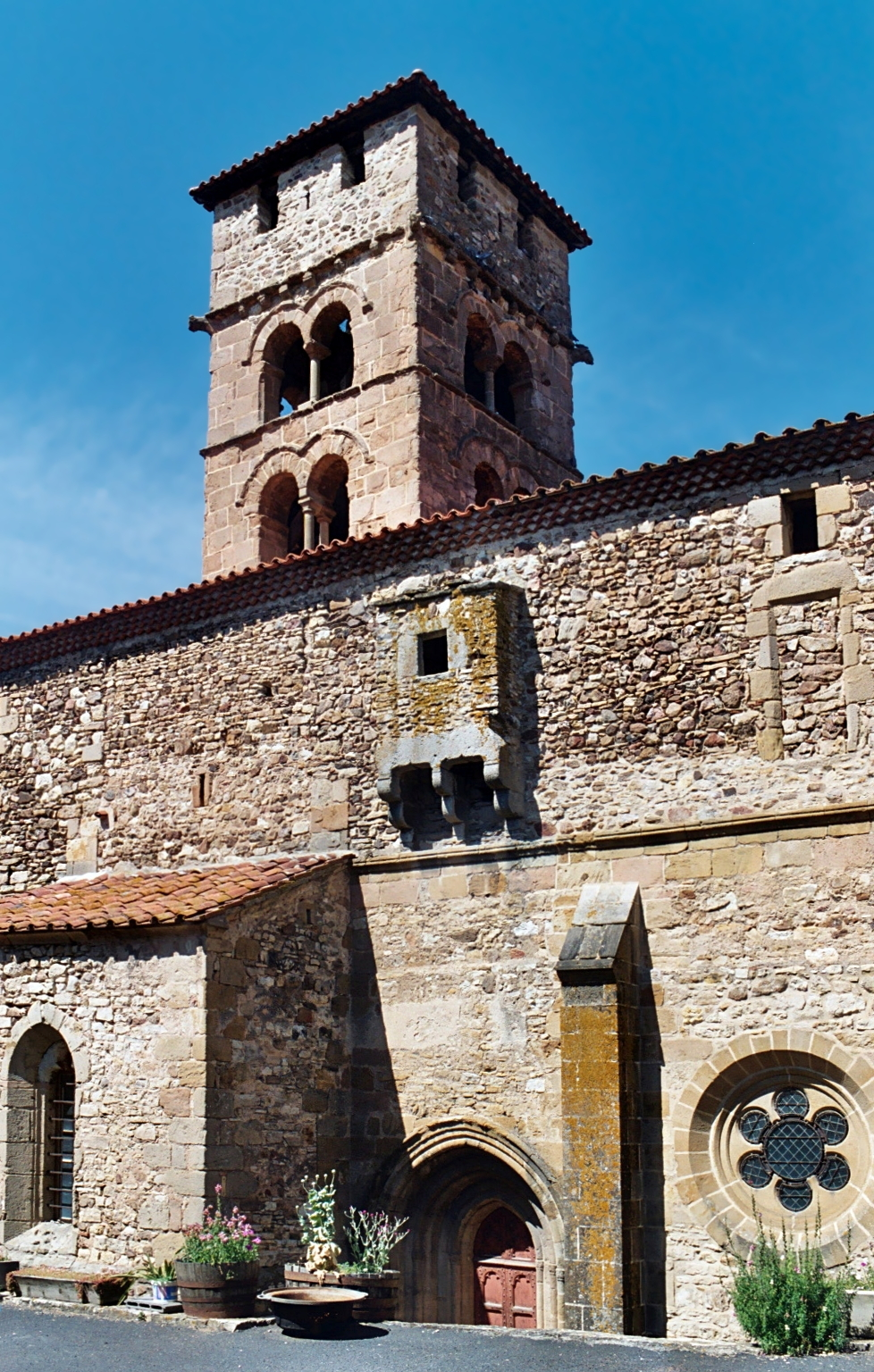
La porte basse et le clocher.